# Соловейко чорногорлий
Солове́йко чорногорлий (Larvivora komadori) — вид горобцеподібних птахів родини мухоловкових (Muscicapidae). Ендемік Японії. Larvivora namiyei раніше вважався підвидом чорногорлого соловейка, однак був визнаний окремим видом.

## Опис

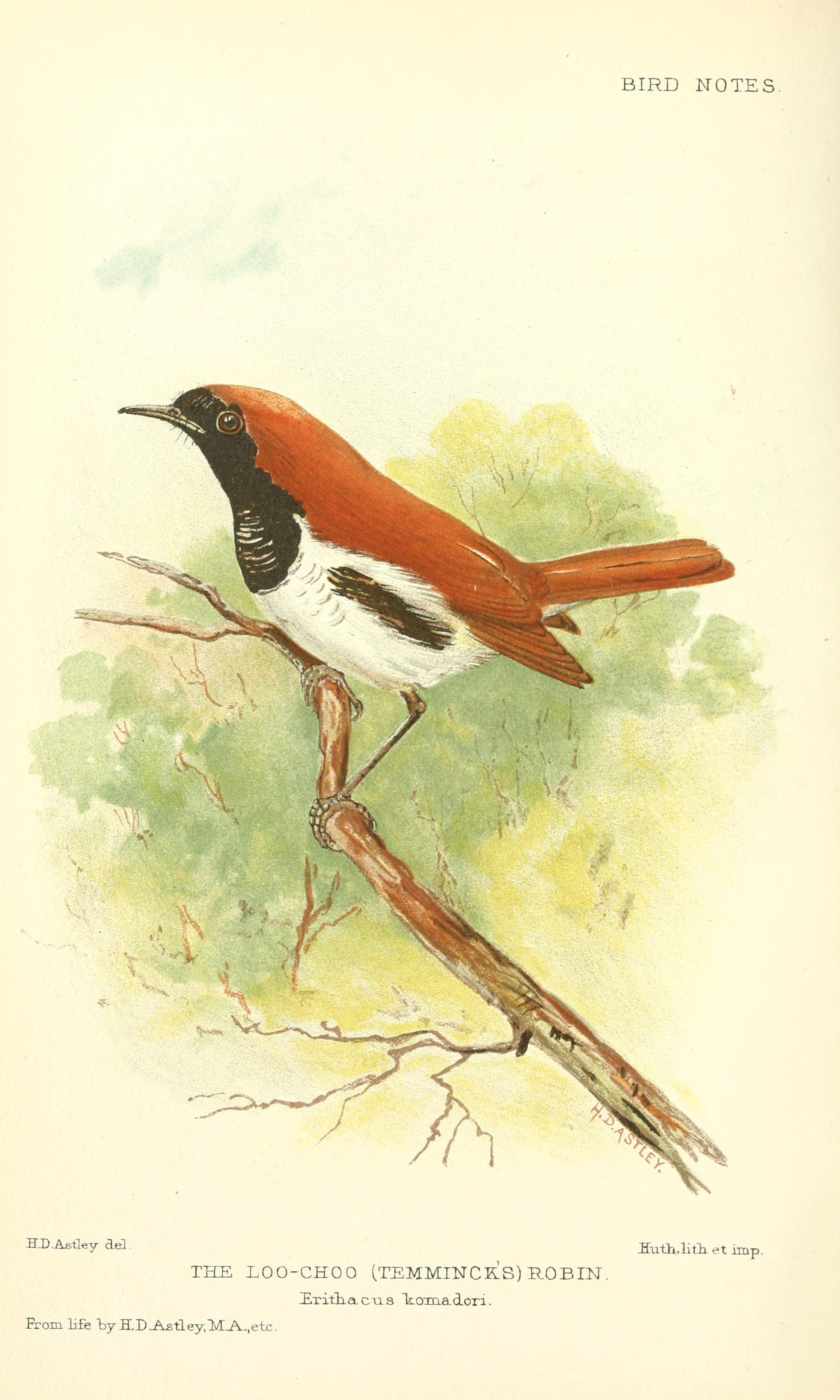
Самець чорногорлого соловейка

Довжина птаха становить 14 см. У самців верхня частина тіла темно-іржасто-руда, лоб, обличчя, горло і груди чорні, решта нижньої частини тіла біла, на боках чорні плями. У самиць верхня частина тіла більш тьмяна. Чорна пляма на нижній частині тіла у них відсутня, натомість вона переважно сіра, місцями легко поцяткована світлими плямками або смужками.

## Поширення і екологія
Чорногорлі соловейки гніздяться на островах Данзьо (на південь від Кюсю), а також на північних островах Рюкю (Танеґасіма, Амамі Осіма і Токуносіма). Взимку вони мігрують на південні острови Рюкю, зокрема на Міяко, Ісікаґі, Іріомоте і Йонаґуні, однак деякі птахи залишаються зимувати на Токуносімі і Амамі-Осімі. Бродячі птахи також спостерігалися на півострові Осумі на півдні Кюсю та на островах Сацунан. Чорногорлі соловейки живуть в чагарниковому і папоротевому підліску субтропічних широколистяних лісів та в густих, вологих бамбукових заростях, часто поблизу струмків. Зустрічаються поодинці або парами, на висоті від 100 до 200 м над рівнем моря.
Чорногорлі соловейки живляться комахами та іншими дрібними безхребетними. Гніздяться з квітня по липень, переважно з середини травня до середини червня. Гніздо робиться з сухого листя, моху і бамбука, розміщується в дуплі дерева або на земляному валу, іноді також в штучній гніздівлі. В кладці від 3 до 5 блідо-рожевих яєць.

## Збереження
МСОП класифікує стан збереження цього виду як близький до загрозливого. За оцінками дослідників, популяція чорногорлих соловейків становить від 10 до 20 тисяч птахів. Їм загрожує хижацтво з боку інтродукованих хижих ссавців.